# Abel Dufrane
Abel Dufrane, född den 8 maj 1880 i Frameries, död den 29 december 1960 i Mons, var en belgisk entomolog som var specialiserad på fjärilar, särskilt i området runt Kivusjön.
Auktorsnamnet Dufrane kan användas för Abel Dufrane i samband med ett vetenskapligt namn inom zoologin; se Wikipedia-artiklar som länkar till auktorsnamnet.